# جائزة إيطاليا الكبرى 1999
جائزة إيطاليا الكبرى 1999 هو سباق فورمولا 1 أقيم بتاريخ 12 سبتمبر 1999 في مونزا. كان الثالث عشر من أصل 16 في بطولة العالم لسباقات الفورمولا واحد موسم 1999. حلّ الألماني هاينز هارالد فرينتزين أولا بينما جاء الألماني رالف شوماخر في المركز الثاني وحصل على المركز الثالث الفنلندي ميكا سالو.

## وصلات خارجية
- الموقع الرسمي